# Anna Goc
Anna Goc (ur. 1987) – polska dziennikarka, reporterka i redaktorka, laureatka Nagrody im. Ryszarda Kapuścińskiego.
Do 2012 roku współpracowała z krakowską redakcją „Gazety Wyborczej”, po czym została dziennikarką i redaktorką „Tygodnika Powszechnego”. Laureatka szeregu nagród i wyróżnień, w tym Grand Prix Nagrody Dziennikarzy Małopolski (2018). Ponadto została nominowana do następujących nagród: 
- Nagroda im. Andrzeja Woyciechowskiego (2015),
- Polsko-Niemiecka Nagroda Dziennikarska im. Tadeusza Mazowieckiego (2018),
- Nagroda Newsweeka im. Teresy Torańskiej (2018),
- Grand Press (2017, 2018)[2]

W 2018 roku ukazała się jej pierwsza publikacja książkowa: wywiad-rzeka z Adamem Bonieckim. W 2023 roku jej reportaż Głusza poruszający temat sytuacji osób głuchych w Polsce został wyróżniony Nagrodą im. Ryszarda Kapuścińskiego oraz Nagrodą im. Beaty Pawlak.

## Twórczość
- Boniecki. Rozmowy o życiu, Społeczny Instytut Wydawniczy Znak, Kraków 2018, (wywiad-rzeka z Adamem Bonieckim) ISBN  9788324053674[1]
- Głusza, Warszawa 2022, ISBN  9788365970091[6]